# I Am… Tour
Az I Am... Tour Beyoncé Knowles harmadik turnéja, mellyel az énekesnő harmadik I Am… Sasha Fierce című albumát népszerűsítette. A turné bejárta Amerikát, Európát, Ázsiát, Afrikát, Ausztráliát.
A turné jelölve lett a Billboard és az Eventful közös Fan's Choice versenyén, mint az "Év Legjobb Koncertje". Hivatalosan a turné 86 millió dolláros bevételt hozott 93 koncert alatt.

## Háttér
Thierry Mugler lett a turné kosztümtervezője, miután Knowles egy divatbemutatón "beleszeretett" a tervező munkáiba. Mugler egy 72 darabból álló kollekciót készített el az énekesnő és táncosai számára. Emellett Knowles saját House of Deréon és Deréon ruhái is szerepet kapnak. A bejelentések szerint Mugler kreatív tanácsadója is lesz a koncertnek, részt vesz a világítás és a koreográfia megtervezésében, valamint ő tervezi a show három produkcióját: a Dangerously in Love-ot, az Ave Maria-t és a finálét.

## A show

### Rekord São Paulóban
Knowles megdöntötte korábbi rekordját; a Morumbi Stadion-ban közel 60 000 ember volt kíváncsi a koncertre.

### I Am... Tour

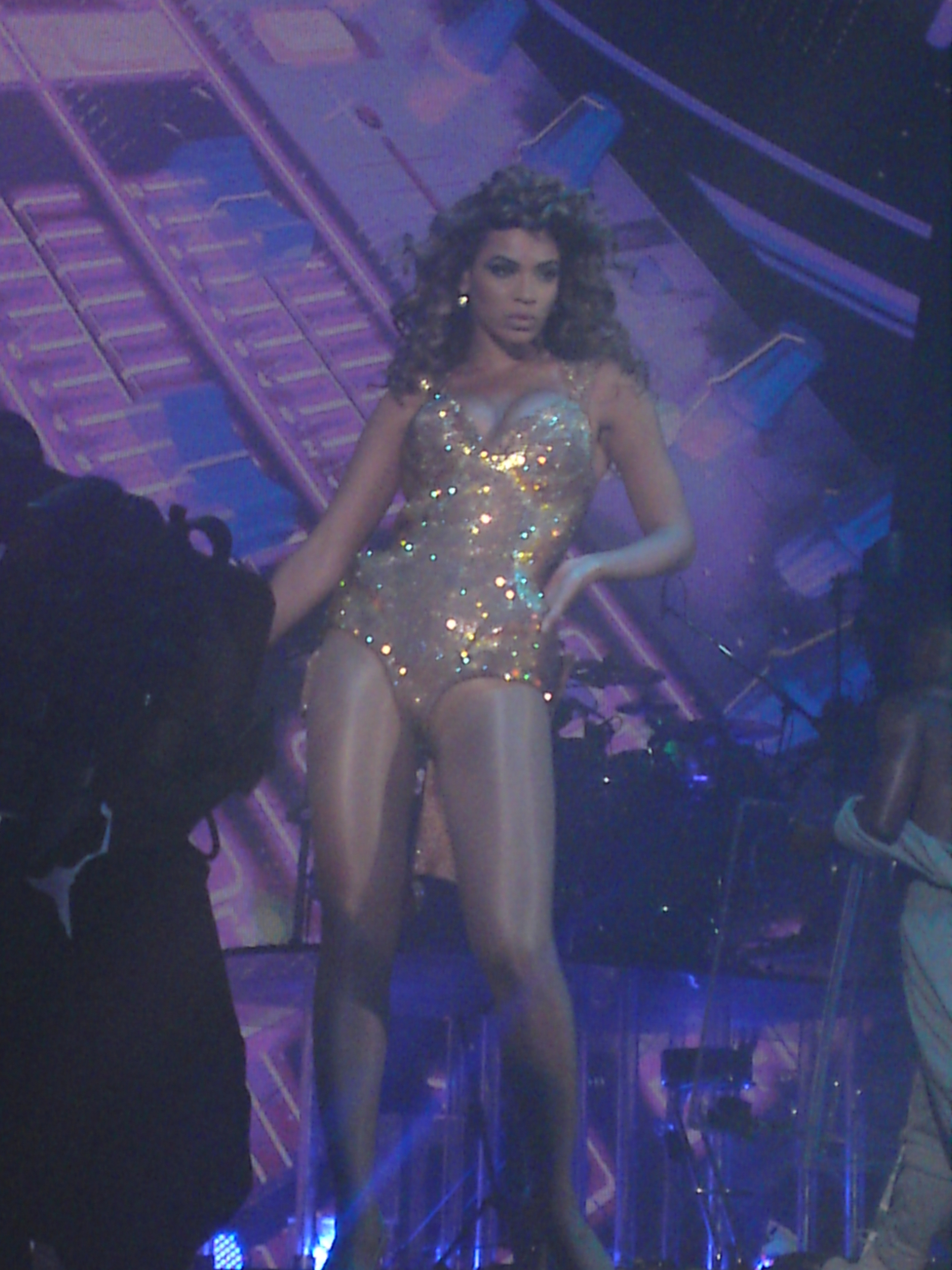
Beyoncé a turné zürichi állomásán.

A "hagyományos" koncert helyszíne egy korántsem szokványos színpad: alulról felbukkanó lépcsősort, átlátszó zenekari állványzatot és egy nagy felületű LED háttérkivetőt foglal magában. Ezen kívül található még egy kisebb színpad is, az arénák küzdőterének közepén.
A show kezdetén a függönyök mögül előbukkan Knowles sziluettje, ekkor a capella elénekli pár sorát a "Déjà Vu" című dalnak, majd a függönyök lehullnak és következik a "Crazy in Love". Ezután előadja a "Naughty Girl"-t, majd a "Freakum Dress"-t és a "Get Me Bodied"-t. Utóbbi szám végén Knowles ruhát cserél.
Egy kék óceán képe jelenik meg a kivetítőn, majd felcsendül a "Smash Into You", később pedig az "Ave Maria". Utóbbi előadása során a háttértáncosok felöltöztetik Knowlest esküvői ruhába, így énekli az "Angel"-t Sarah McLachlan-től. A "Broken-Hearted Girl" után az "If I Were A Boy" következik, egy kis változtatással: a dal közepén Knowles részletet énekel Alanis Morissette "You Oughta Know" című dalából.
Újabb videót láthatunk: Knowles Thierry Mugler robotruhájában éppen egy gepárddal kerül összetűzésbe. Ezalatt a "Sweet Dreams"-t hallhatjuk, ez egy rövid átvezetés a "Diva"-hoz. A dal után megjelenik egy újabb videó, rajta az 5 éves Knowles-szal. Ezután előadja a "Radio", a "Me, Myself and I", az "Ego" és a "Hello" című dalokat.
Főszerepben a zenekar: Divinity Roxx gitárszólója után a The Mamas egyvelege hallható. A következő videón Knowles két alteregóját láthatjuk: Beyoncé feldob egy érmét, amit Sasha Fierce kap el. Ez egy rövid átvezetés a "Baby Boy" előtt, amit Knowles a levegőben, útban a B-színpad felé ad elő. Az aréna közepén Destiny’s Child dalokat és korábbi sikereit énekli, végül a "Say My Name" alatt a közönség sorai között fut vissza a nagyszínpadra. Háttértáncosai látványos koreográfiát mutatnak be régebbi Destiny’s Child dalokra.
A koncert utolsó felében Knowles egy függöny mögül lép elő, rajta az est egyik legelegánsabb Mugler ruhája; így adja elő az "At Last" és a "Listen" című dalokat. Az ezt követő videón számtalan koreográfiát és imitációt láthatunk a "Single Ladies (Put a Ring on It)" -ről, mintegy előzetesként a dalhoz: Knowles egy strasszokkal kirakott dressz-t viselve táncolja végig világhírű vált dalát. Utolsóként a "Halo" hangzik el, ezután a lépcső tetején búcsúzik a közönségtől.

### I Am... Yours
Az I Am... Yours egy különleges és intim része a turnénak. 4 estén keresztül Knowles úgy volt látható, ahogy még sohasem azelőtt. A Las Vegasban megrendezett show során Knowles olyan dalokat adott elő, amiket korábban nem, ezen kívül számos dal akusztikus verzióban volt hallható. Estéről estére mindössze 1500 ember nézhette a produkciót, amely során az együttes igazi nagyzenekarrá változott, hegedűsökkel és hárfásokkal.
Ez alkalomból az augusztus 2-i showról felvétel készült, mely 2009. november 24-én jelent meg.

## Előzenekarok
| - Eva Avila (Kanada) - Linda Teodosiu (Ausztria, Németország és Svájc) - Keresztes Ildikó és a Karmatronic (Magyarország) - Marek Ztracený (Csehország) - A holland X-Factor döntősei (Hollandia) - Humphrey (Franciaország) - DJ Lester & Abdou (Belgium) - Miguel Simões és Verinha Mágica (Portugália) | - Labuat (Spanyolország) - Zarif (Egyesült Királyság) - Shontelle (Egyesült Királyság és Írország) - Solange Knowles (Észak-Amerika) - RichGirl (Észak-Amerika) - Flo Rida (Ausztrália) - Jessica Mauboy (Ausztrália) - Alexandra Burke (Egyesült Királyság) |

## Dallista
Nagyszínpad

A zenekar fanfárja

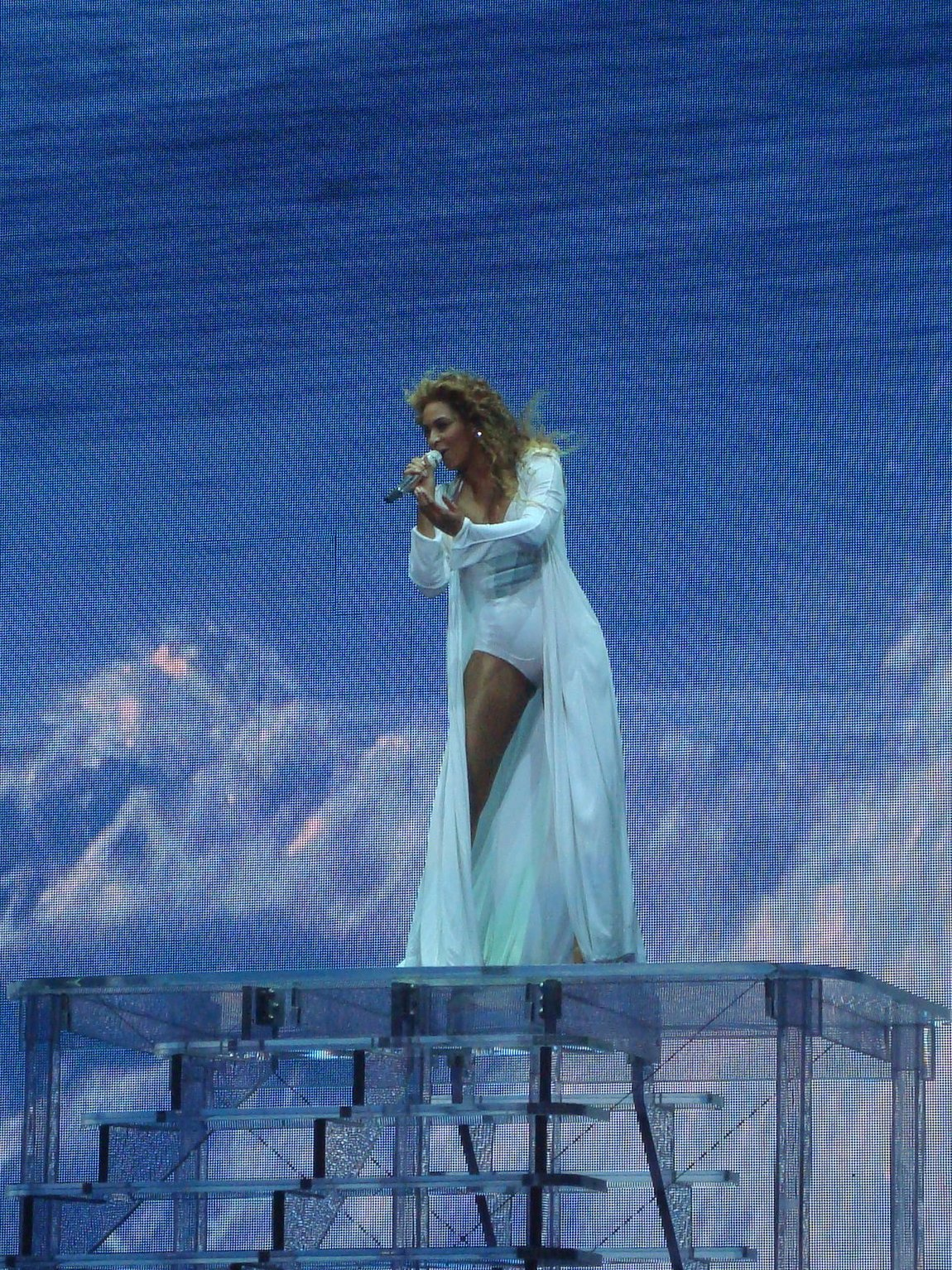
Beyoncé a Smash Into You előadása közben.

- "Déjà Vu"  (a capella turnéintro)
- "Crazy in Love" (elemeket tartalmaz az "I Just Wanna Love U (Give It 2 Me)", a "Work It Out", a "Let Me Clear My Throat" és a "Pass the Peas" című számokból)
- "Naughty Girl"
- "Freakum Dress"
- "Get Me Bodied" (extended verzió)
- "Smash Into You"
- "Ave Maria" (elemeket tartalmaz Sarah McLachlan "Angel" című számából)
- "Broken-Hearted Girl"

If I Were a Boy Intro (részleteket tartalmaz a hivatalos videoklipből)
- "If I Were a Boy" (elemeket tartalmaz Alanis Morissette "You Oughta Know" című számából)

Fierce Cheetah Diva (videó)(részlet a "Sweet Dreams"-ből)
- "Diva"

Radio Intro (elemeket tartalmaz a "Ring the Alarm", a "Suga Mama" és a "Single Ladies (Put a Ring on It)" című számokból)
- "Radio"
- "Me, Myself and I"
- "Ego"
- "Hello"

Divinity Roxx Bass Jam/A The Mama's egyvelege

Heads or Tails (Beyoncé vs. Sasha Fierce)  (videó)

Sasha Prevails/African Drums egyveleg (zenekar szólója)

Nagyszínpadról a B-színpadra
- "Baby Boy" (elemeket tartalmaz a "You Don’t Love Me (No, No, No)" című számból)

B-színpad
- "Irreplaceable"
- "Check On It"
- Destiny’s Child egyveleg:
  - "Bootylicious"
  - "Bug A Boo"
  - "Jumpin’ Jumpin’"
- "Upgrade U"
- "Video Phone" (elemeket tartalmaz a Snap Yo Fingers című számból)

B-színpadról a Nagyszínpadra
- "Say My Name"

Nagyszínpad 

The History of Destiny’s Child (a tánckar fellépése, részletek az "Independent Women Part 1", a "Bills, Bills, Bills", a "No, No, No (Part 2)", a "Beautiful Liar" és a "Survivor" című számokból)  

Survivor (videó)
- "At Last"
- "Listen"

Single Ladies (Put a Ring on It) (YouTube videó)
- "Single Ladies (Put a Ring on It)"
- "Halo" (a dal végén részletek a "Kitty Kat" című dalból)

## További tudnivalók
- Edmontonban, a turné nyitó koncertjén, Beyoncé a "Sweet Dreams"-el nyitott, a "Déjá Vu"-t csak később, a "Hello" után adta elő.
- Edmontonban és Saskatoonban Beyoncé a "Flaws And All" című dallal zárta a műsort, a "Halo pedig az "If I Were A Boy" elé került be.
- Winnipegben a "Single Ladies (Put A Ring On It)" volt az utolsó dal, ezután elénekelte a "Happy Birthday"-t zenekara két tagjának, Kim Thompsonnak és Tia Fullernek.
- Az európai turnén Beyoncé nem adja elő a "Sweet Dreams", a "Flaws and All" a "Dangerously in Love" és a "Ring the Alarm" című dalokat. A "Scared of Lonely" alkalmanként szintén nem része a listának.
- Beyoncé több európai koncerten is kiválasztott egy személyt a közönségből, akinek elénekelte a "Happy Birthday"-t.
- Budapesten és Lisszabonban egyórás késés volt a koncert előtt.
- Az európai turné első hat koncertjén balesete miatt nem vett részt Ashley Everett háttértáncos.
- A május 2-i rotterdami koncerten, Beyoncé lesétált a színpadról a "Naughty Girl" alatt, ugyanis probléma adódott a frizurájával, és a fodrászának helyre kellett hoznia. Később visszatért a színpadra és folytatta a dalt. Ugyanezen a koncerten baj volt a fényekkel a "Diva" alatt. Beyoncé tánc közben elkiáltotta magát: "Lights!", kis idő múlva ironikusan megjegyezte: "Somebody's gettin' fired!", ("Valaki ki lesz rúgva!").
- A május 3-i rotterdami koncerten, a "Smash Into You" és az "If I Were A Boy" alatt lejátszott videók nem működtek.
- A dániai koncert Anyák napján volt, ezért Beyoncé a "Halo"-t az édesanyjának énekelte, és előadta neki a "Wind Beneath My Wings" című dalt is a koncert végén. Ugyanezen a koncerten a "Baby Boy"-nál az aréna technikai adottságai miatt nem repült a B-színpadra.
- Göteborgban Beyoncé előadta a "Happy Birthday"-t Tiffany Riddick háttérénekesnőjének a "Halo" után.
- Zürichben Beyoncé előadta a "Flaws And All"-t a "Video Phone" után egy Tom nevezetű srácnak.
- Barcelonában Beyoncé nem a lépcső tetején adta elő a "Smash Into You"-t.
- Spanyolországban Beyoncé az "Irreplaceable" egyes részeit spanyolul énekelte.
- Párizsban, Birminghamben és Manchesterben gyerekek csatlakoztak Beyoncéhoz a színpadon a "Halo" közben.
- Alkalmanként Beyoncé latinul énekli az "Ave Maria" egyes részeit.
- Manchesterben Beyoncé megkérdezte a közönséget, hogy hogyan alakult a Bajnokok Ligája utolsó meccse, és amikor megtudta, hogy elvesztették a találkozót, annyit mondott, hogy "Oh!" és folytatta a koncertet.
- A május 29-i dublini koncerten víz került a keverőpultra az erkélyről, éppen azelőtt, hogy Beyoncé fellépett volna a színpadra, emiatt egy félórás késés következett be.

## Turné állomások
| Észak-Amerika          |                 |                           |                                  |
| 2009. március 26.      | Edmonton        | Kanada                    | Rexall Place                     |
| 2009. március 27.      | Saskatoon       | Kanada                    | Credit Union Centre              |
| 2009. március 29.      | Winnipeg        | Kanada                    | MTS Centre                       |
| 2009. március 31.      | Vancouver       | Kanada                    | General Motors Place             |
| 2009. április 1.       | Seattle         | Amerikai Egyesült Államok | KeyArena                         |
| Európa                 |                 |                           |                                  |
| 2009. április 26.      | Zágráb          | Horvátország              | Arena Zagreb                     |
| 2009. április 28.      | Bécs            | Ausztria                  | Wiener Stadthalle                |
| 2009. április 29.      | Budapest        | Magyarország              | Budapest Sportaréna              |
| 2009. április 30.      | Prága           | Csehország                | O2 Arena                         |
| 2009. május 2.         | Rotterdam       | Hollandia                 | The Ahoy                         |
| 2009. május 3.         | Rotterdam       | Hollandia                 | The Ahoy                         |
| 2009. május 5.         | Párizs          | Franciaország             | Palais Omnisports de Paris-Bercy |
| 2009. május 6.         | Strasbourg      | Franciaország             | Le Zénith                        |
| 2009. május 7.         | Antwerpen       | Hollandia                 | Sportpaleis                      |
| 2009. május 8.         | Berlin          | Németország               | O2 World                         |
| 2009. május 10.        | Herning         | Dánia                     | MCH Herning Kongrescenter        |
| 2009. május 11.        | Göteborg        | Svédország                | Scandinavium                     |
| 2009. május 13.        | Stockholm       | Svédország                | Ericsson Globe                   |
| 2009. május 15.        | Oberhausen      | Németország               | König-Pilsener Arena             |
| 2009. május 16.        | Zürich          | Svájc                     | Hallenstadion                    |
| 2009. május 18.        | Lisszabon       | Portugália                | Pavilhão Atlântico               |
| 2009. május 19.        | Madrid          | Spanyolország             | Palacio de Deportes              |
| 2009. május 20.        | Barcelona       | Spanyolország             | Palau Sant Jordi                 |
| 2009. május 22.        | Newcastle       | Anglia                    | Metro Radio Arena                |
| 2009. május 23.        | Birmingham      | Anglia                    | National Indoor Arena            |
| 2009. május 25.        | London          | Anglia                    | The O2                           |
| 2009. május 26.        | London          | Anglia                    | The O2                           |
| 2009. május 27.        | Manchester      | Anglia                    | Manchester Evening News Arena    |
| 2009. május 29.        | Dublin          | Írország                  | The O2                           |
| 2009. május 30.        | Dublin          | Írország                  | The O2                           |
| 2009. május 31.        | Belfast         | Írország                  | Odyssey Arena                    |
| 2009. június 1.        | Belfast         | Írország                  | Odyssey Arena                    |
| 2009. június 3.        | Dublin          | Írország                  | The O2                           |
| 2009. június 4.        | Dublin          | Írország                  | The O2                           |
| 2009. június 6.        | Liverpool       | Anglia                    | Echo Arena                       |
| 2009. június 7.        | Sheffield       | Anglia                    | Sheffield Arena                  |
| 2009. június 8.        | London          | Anglia                    | The O2                           |
| 2009. június 9.        | London          | Anglia                    | The O2                           |
| Észak-Amerika          |                 |                           |                                  |
| 2009. június 21.       | New York City   | Amerikai Egyesült Államok | Madison Square Garden            |
| 2009. június 22.       | New York City   | Amerikai Egyesült Államok | Madison Square Garden            |
| 2009. június 23.       | Baltimore       | Amerikai Egyesült Államok | 1st Mariner Arena                |
| 2009. június 24.       | Washington      | Amerikai Egyesült Államok | Verizon Center                   |
| 2009. június 26.       | Philadelphia    | Amerikai Egyesült Államok | Wachovia Center                  |
| 2009. június 27.       | Greensboro      | Amerikai Egyesült Államok | Greensboro Coliseum              |
| 2009. június 29.       | Ft. Lauderdale  | Amerikai Egyesült Államok | Bank Atlantic Center             |
| 2009. július 1.        | Atlanta         | Amerikai Egyesült Államok | Philips Arena                    |
| 2009. július 3.        | New Orleans     | Amerikai Egyesült Államok | Louisiana Superdome [a]          |
| 2009. július 4.        | Houston         | Amerikai Egyesült Államok | Toyota Center                    |
| 2009. július 5.        | Dallas          | Amerikai Egyesült Államok | American Airlines Center         |
| 2009. július 7.        | Phoenix         | Amerikai Egyesült Államok | US Airways Center                |
| 2009. július 9.        | Sacramento      | Amerikai Egyesült Államok | ARCO Arena                       |
| 2009. július 10.       | Oakland         | Amerikai Egyesült Államok | Oracle Arena                     |
| 2009. július 11.       | Anaheim         | Amerikai Egyesült Államok | Honda Center                     |
| 2009. július 13.       | Los Angeles     | Amerikai Egyesült Államok | Staples Center                   |
| 2009. július 16.       | Minneapolis     | Amerikai Egyesült Államok | Target Center                    |
| 2009. július 17.       | Chicago         | Amerikai Egyesült Államok | United Center                    |
| 2009. július 18.       | Auburn Hills    | Amerikai Egyesült Államok | The Palace of Auburn Hills       |
| 2009. július 20.       | Toronto         | Kanada                    | Molson Amphitheatre              |
| 2009. július 21.       | Montréal        | Kanada                    | Bell Centre                      |
| 2009. július 23.       | Uncasville      | Amerikai Egyesült Államok | Mohegan Sun Arena                |
| 2009. július 24.       | East Rutherford | Amerikai Egyesült Államok | Izod Center                      |
| 2009. július 30.       | Las Vegas       | Amerikai Egyesült Államok | Encore Theater [b]               |
| 2009. július 31.       | Las Vegas       | Amerikai Egyesült Államok | Encore Theater [b]               |
| 2009. augusztus 1.     | Las Vegas       | Amerikai Egyesült Államok | Encore Theater [b]               |
| 2009. augusztus 2.     | Las Vegas       | Amerikai Egyesült Államok | Encore Theater [b]               |
| Ázsia                  |                 |                           |                                  |
| 2009. augusztus 7.     | Oszaka          | Japán                     | Maishima Arena [c]               |
| 2009. augusztus 9.     | Tokió           | Japán                     | Chiba Marine Stadium [c]         |
| Európa                 |                 |                           |                                  |
| 2009. augusztus 29.    | Doneck          | Ukrajna                   | Donbass Arena [d]                |
| Ausztrália             |                 |                           |                                  |
| 2009. szeptember 15.   | Melbourne       | Ausztrália                | Rod Laver Arena                  |
| 2009. szeptember 16.   | Melbourne       | Ausztrália                | Rod Laver Arena                  |
| 2009. szeptember 18.   | Sydney          | Ausztrália                | Acer Arena                       |
| 2009. szeptember 19.   | Sydney          | Ausztrália                | Acer Arena                       |
| 2009. szeptember 20.   | Brisbane        | Ausztrália                | Brisbane Entertainment Centre    |
| 2009. szeptember 22.   | Adelaide        | Ausztrália                | Adelaide Entertainment Centre    |
| 2009. szeptember 24.   | Perth           | Ausztrália                | Burswood Dome                    |
| Ázsia                  |                 |                           |                                  |
| 2009. szeptember 26.   | Szingapúr       | Szingapúr                 | Fort Canning Park [e]            |
| 2009. október 12.      | Kóbe            | Japán                     | Kobe World                       |
| 2009. október 13.      | Oszaka          | Japán                     | Oszaka-dzsó Hall                 |
| 2009. október 15.      | Nagoja          | Japán                     | Nippon Gaishi Hall               |
| 2009. október 17.      | Szaitama        | Japán                     | Saitama Super Arena              |
| 2009. október 18.      | Szaitama        | Japán                     | Saitama Super Arena              |
| 2009. október 20.      | Szöul           | Észak-Korea               | Olympic Gymnastics Arena         |
| 2009. október 21.      | Szöul           | Észak-Korea               |                                  |
| 2009. október 23.      | Peking          | Kína                      | Wukesong Indoor Stadium          |
| Közel-Kelet            |                 |                           |                                  |
| 2009. október 29.      | Abu-Dzabi       | Egyesült Arab Emírségek   | nincs adat                       |
| Európa                 |                 |                           |                                  |
| 2009. november 2.      | Moszkva         | Oroszország               | Olimpiysky                       |
| Afrika                 |                 |                           |                                  |
| 2009. november 6.      | Port Ghalib     | Egyiptom                  | The Island                       |
| Európa                 |                 |                           |                                  |
| 2009. november 8.      | Athén           | Görögország               | Olympic Indoor Hall              |
| 2009. november 11.     | Liverpool       | Anglia                    | Echo Arena                       |
| 2009. november 12.     | Birmingham      | Anglia                    | National Indoor Arena            |
| 2009. november 14.     | London          | Anglia                    | The O2 Arena                     |
| 2009. november 15. [g] | London          | Anglia                    | The O2 Arena                     |
| 2009. november 16.     | London          | Anglia                    | The O2 Arena                     |
| 2009. november 18.     | Manchester      | Anglia                    | MEN Arena                        |
| 2009. november 19.     | Newcastle       | Anglia                    | Metro Radio Arena                |
| 2009. november 20.     | Nottingham      | Anglia                    | Trent FM Arena                   |
| 2009. november 22.     | Dublin          | Írország                  | The O2                           |
| 2009. november 23.     | Dublin          | Írország                  | The O2                           |
| 2009. november 24.     | Belfast         | Észak-Írország            | Odyssey Arena                    |

- ↑ a:  Ez a koncert az Essence Music Festival része.
- ↑ b:  Ez a 4 koncert a las vegasi I Am... Yours része.
- ↑ c:  Ez a koncert a Summer Sonic Festival része.
- ↑ d:  Ez a koncert a Donbass Arena megnyitójának része.
- ↑ e:  Ez a koncert a F1 Rocks Singapore fesztivál része.
- ↑ f:  Ez az Abu Dhabi Grand Prix fesztivál része.
- ↑ g:  Ezen a koncerten a Trident játékának nyertesei vehetnek részt, amelyen összesen 13.000 jegy talál gazdára.

## Felvételek
A különleges I Am... Yours koncert az Encore Theatre-ben augusztus 2-án került felvételre. Emellett a turné menedzsere megjegyezte, hogy készülni fog egy hasonló felvétel az egyik november londoni koncert során is.
A turné során néhány fesztiválon videófelvétel készült a helyi tévécsatornáknak, legtöbbször a "Crazy in Love" és a "Single Ladies (Put a Ring on It)" került adásba.

## Fordítás
- Ez a szócikk részben vagy egészben  az   I Am... Tour című angol Wikipédia-szócikk fordításán alapul.  Az eredeti cikk szerkesztőit annak laptörténete sorolja fel. Ez a jelzés csupán a megfogalmazás eredetét és a szerzői jogokat jelzi, nem szolgál a cikkben szereplő információk forrásmegjelöléseként.